# Soheyla Feyzbakhsh
Soheyla Feyzbakhsh est une mathématicienne britannico-iranienne dont les recherches connectent la géométrie algébrique à la théorie des cordes en physique mathématique. Originaire d'Iran, elle travaille au Royaume-Uni en tant que Royal Society university research fellow et maître senior de conférences en mathématiques à l'Imperial College London.

## Contributions à la recherche
Les recherches de Feyzbakhsh suivent une conjecture du mathématicien japonais Shigeru Mukai, selon laquelle toute surface K3 peut être déterminée de manière unique par une seule courbe en son sein. En introduisant des notions de la théorie des cordes, impliquant la stabilité des courbes par rapport aux perturbations, elle peut « compléter et généraliser le programme de Mukai », et en reliant les invariants de la surface aux invariants de la courbe à l'intérieur de celle-ci, elle montre comment contrôler les invariants de Donaldson-Thomas (en) de rang supérieur d'une surface par les invariants de Gromov-Witten (en) de la courbe, et contrôler ceux-ci à leur tour par les invariants de Donaldson-Thomas de rang zéro.

## Formation et carrière
Feyzbakhsh étudie les mathématiques et le génie électrique en premier cycle à l'université Ferdowsi de Mashhad en Iran, obtenant un double baccalauréat en 2013. Après avoir poursuivi ses études dans un programme de diplôme au Centre international de physique théorique de Trieste, en Italie,, elle part à l'université d'Édimbourg en Écosse pour un doctorat en mathématiques pures. Elle termine son doctorat en 2018 avec une thèse intitulée Bridgeland stability conditions, stability of the restricted bundle, Brill-Noether theory and Mukai's program, sous la supervision de Arend Bayer.
Après des recherches postdoctorales en tant que Chapman Fellow et EPSRC Postdoctoral Fellow à l'Imperial College de Londres de 2018 à 2023, et en tant que Marie-Curie Fellow à l'université Paris-Saclay de 2021 à 2022, elle devient maître de conférences et Royal Society university research fellow à l'Imperial College en 2024,.

## Prix et distinctions
Feyzbakhsh reçoit en 2023 le prix Whitehead de la London Mathematical Society, « pour ses applications spectaculaires des techniques de franchissement de murs à des questions de géométrie algébrique classique et énumérative » ,,. Elle est lauréate en 2024 du prix Adams de l'université de Cambridge, et la médaille Boris Dubrovin de l'École internationale d'études avancées de Trieste, « pour ses résultats impressionnants en géométrie algébrique, avec des implications pertinentes pour la physique mathématique, en particulier la théorie des cordes »,,.